# Druhá světová válka (Churchill)
Druhá světová válka (1948–1953, The Second World War) je stěžejní šestisvazkové historické dílo britského státníka a spisovatele Winstona Churchilla. Za toto dílo v roce 1953 obdržel Nobelovu cenu za literaturu.
Jde v podstatě o Churchillovy válečné paměti, ve kterých navázal na svou historii první světové války v knize Světová krize 1911–1918 (The World Crisis 1911-1918, 1923–1931), a popsal v nich příčiny a průběh druhé světové války v období od roku 1919 do konce července roku 1945.

O svém díle sám autor prohlásil: 
| „ | Dokumenty shromážděné v této knize poskytují přehled nesmírně závažných událostí, jak je ve své době viděl člověk, který nesl hlavní tíhu odpovědnosti za válku a politiku Britského impéria i dominií. Pochybuji, zda existuje či existoval podobný záznam o každodenním vedení války a řízení státu. Nepopisuji to jako historii, neboť to přísluší další generaci. Ale s důvěrou prohlašuji, že je to příspěvek historii, který poslouží budoucnosti. | “ |

Dílo se skládá ze šesti svazků, přičemž každý je rozdělen do dvou částí:
1. Blížící se bouře (The Gathering Storm, 1948), s autorovou anotací „jak anglosaské národy svou nemoudrostí, bezstarostností a dobrosrdečností dovolily nositelům zla, aby se znovu ozbrojili“. V první části svazku s názvem Od války k válce se Churchill zabývá obdobím postupné přípravy válečného konfliktu v letech 1919 až 1939 (nástup Hitlera k moci, obsazení Rakouska, Mnichovská dohoda) a v druhé části tzv. podivnou válkou, ke které došlo na francouzsko-německých hranicích v době od přepadení Polska do začátku května roku 1940.
2. Jejich nejskvělejší hodina (Their Finest Hour, 1949) s autorovou anotací „jak britský lid hájil pevnost sám, dokud ti, kteří až do té doby byli napůl slepí, nebyli napůl připraveni“. První část svazku se zabývá porážkou Francie (květen – červenec 1940) a druhá průběhem bitvy o Anglii (červenec – říjen 1940), ve které stála Velká Británie sama proti Německu a Itálii. Svazek je pojmenován podle Churchillova válečného projevu, ve kterém řekl: „Nadechněme se ke splnění své povinnosti a chovejme se tak, že …lidé budou stále říkat: To byla jejich nejskvělejší hodina“.
3. Velká aliance (The Grand Alliance, 1950) s autorovou anotací „jak Britové pokračovali v boji, oděni do strádání, dokud sovětské Rusko a Spojené státy nebyly vtaženy do velkého konfliktu“. Ve svazku jsou popsány válečné operace na Balkáně, ve Středomoří, v Africe a na Středním východě, německé přepadení Sovětského svazu a vstup USA do války po japonském útoku na Pearl Harbor (období od listopadu 1940 do prosince 1941).
4. Karta se obrací (The Hinge of Fate, 1951) s anotací „jak velká aliance získala převahu sil“. V tomto svazku Churchill líčí období od začátku roku 1942 od května roku 1943, které znamenalo rozhodující obrat v průběhu války (zastavení ofenzívy Japonska v Tichomoří, postupné osvobození Afriky, bitva u Stalingradu).
5. Kruh se uzavírá (Closing The Ring, 1951) s anotací „jak bylo nacistické Německo izolováno a napadeno ze všech stran“. V tomto svazku Churchill zachycuje období od června 1943 do začátku června 1944, ve kterém protihitlerovská koalice slavila velká vítězství (bitva u Kurska, vítězství v Itálii, krach německé ponorkové války v druhé bitvě o Atlantik, americké ovládnutí Pacifiku). Velká část svazku je také věnována průběhu Teheránské konference) a přípravě vylodění v Normandii.
6. Triumf a tragédie (Triumph And Tragedy, 1953) s autorovou anotací „jak velké demokracie triumfovaly a to jim umožnilo, aby se znovu dopustily hloupostí, které je už jednou málem stály život“. Svazek začíná popisem vylodění v Normandii dne 6. června roku 1944 a pokračuje líčením drtivých úspěchů protihitlerovské aliance na všech frontách, které vedly ke kapitulaci Německa 8. května 1945 a (po svržení atomové bomby na Hirošimu a Nagasaki) Japonska 2. září 1945. Velká pozornost je v knize věnována průběhu jaltské a postupimské konference, na kterých se začaly projevovat rozpory mezi spojenci, jejichž důsledkem byl rozpad aliance a rozpoutání tzv. studené války a vznik železné opony (odtud slovo tragédie v názvu svazku).

## Česká vydání
- Druhá světová válka I. – Blížící se bouře, Lidové noviny, Praha 1992, přeložil Zdeněk Hron, znovu 2005 a 2015.
- Druhá světová válka II. – Jejich nejskvělejší hodina, Lidové noviny, Praha 1993, přeložil Zdeněk Hron, znovu 2005 a 2015.
- Druhá světová válka III. – Velká aliance, Lidové noviny, Praha 1993, přeložil Zdeněk Hron, znovu 2005 a 2015.
- Druhá světová válka IV. – Karta se obrací, Lidové noviny, Praha 1994, přeložil Zdeněk Hron, znovu 2005 a 2015.
- Druhá světová válka V. – Kruh se uzavírá, Lidové noviny, Praha 1995, přeložil Zdeněk Hron, znovu 2005 a 2015.
- Druhá světová válka VI. – Triumf a tragédie, Lidové noviny, Praha 1995, přeložil Zdeněk Hron, znovu 2005 a 2015.